# Bures-en-Bray
Bures-en-Bray ist eine französische Gemeinde mit 315 Einwohnern (Stand 1. Januar 2022) im Département Seine-Maritime in der Region Normandie (vor 2016 Haute-Normandie). Sie gehört zum Arrondissement Dieppe und zum Kanton Neufchâtel-en-Bray (bis 2015 Kanton Londinières). Die Einwohner werden Burois genannt.

## Bevölkerungsentwicklung
| Jahr      | 1962 | 1968 | 1975 | 1982 | 1990 | 1999 | 2007 | 2015 |
| Einwohner | 428  | 434  | 343  | 301  | 318  | 266  | 316  | 318  |

## Sehenswürdigkeiten
- Kirche Saint-Aignan